# تبني دولي
التبني الدولي (يشار إليه أيضًا بـ التبني على الصعيد الدولي أو التبني العالمي) هو أحد أنواع التبني الذي يصبح فيه شخص أو زوج من الأشخاص الوالد/ين الدائم/ين والقانوني/ين لطفل من رعايا دولة مختلفة. بشكل عام، يجب أن يحقق الأهل المستقبليون الراغبون بالتبني المتطلبات القانونية للتبني في بلد إقامتهم والبلد الذي يحمل الطفل المتبنى جنسيته.
يختلف التبني الدولي عن التبني العرقي المتبادل والتبني عبر الثقافات، لكن في الواقع، فإن العائلة ستصبح عائلة عابرة للثقافات والأعراق عند تبنيها طفلًا دوليًا.
تتنوع قوانين الدول من ناحية استعدادها للسماح بالتبني الدولي. وضعت بعض الدول قوانين وإجراءات تتعلق بالتبني الدولي، في حين أن دولًا أخرى منعته بشكل صريح. وسّعت عدة دول، وبشكل خاص الدول الأفريقية منها، متطلبات الإقامة للأهل المتبنين والتي ترفض معظم قوانين التبني الدولي.

## نظرة عامة
تتنوع المتطلبات الضرورية للبدء بعملية التبني الدولي حسب الدولة التي ينتمي إليها الأهل المتبنون. على سبيل المثال، تطلب معظم الدول من الأهل الراغبين بالتبني أن يحصلوا أولًا على موافقة على التبني، لكن في بعض منها يمكن أن تُعطى الموافقة في ما بعد. يكون «اليتيم» غالبًا طفلًا وافقت عائلته التي وُلد فيها على تبنيه. يصف البعض ملاجئ الأيتام بأنها «دور حضانة» أو «بيوت للأطفال»، لأنه في العديد من الحالات لا يوافق الأهل على تبني أطفالهم. ليس من الشائع أن يضع الأهل الولد في «دار الحضانة» مؤقتًا لكي يعالجوا مشاكل العمل والفقر، أو يريدون فقط الاستفادة من الفرص التعليمية في ملجأ الأيتام أو دار الحضانة. ولأن ملاجئ الأيتام أو دور الحضانة توفر التعليم غالبًا؛ فهي أشبه بمدارس داخلية مدعومة بإعانات.
ينتظر الأهل الراغبون بالتبني الدولي أن يحصلوا على إحالة طفل ما يعني في أغلب الأوقات الانتظار حتى يوافق والدا أحد هؤلاء الأطفال على التبني. على الرغم من توجيه اللوم في بطء عملية تبني طفل ما إلى البيروقراطية، فإن ما يجب أن نلومه غالبًا هو أن طلب الأطفال للتبني في العالم الأقل تحضرًا يفوق العرض. تقول أليكساندريا يوستر، وهي أحد كبار المستشارين في حماية الطفل العاملين مع اليونيسيف، إن التبني الدولي يتمحور الآن أكثر حول إيجاد أطفال من أجل الأهل الذين ينتمون إلى العالم الأول (العالم المتحضر) أكثر من إيجاد بيوت للأطفال. قالت سوزان بيسيل، التي تعمل أيضًا في اليونيسيف، إنها لا تعارض التبني الدولي، لكنها ترى أنه من الأفضل أن يُعاد الأطفال اللقطاء إلى أهاليهم الأصليين، وتنصح الحكومات بأن توفر حوافز مالية صغيرة للعائلات التي تريد أن تقوم بذلك.
أول خطوة يجب القيام بها عادةً في تلك العملية في الولايات المتحدة هي اختيار وكالة تبنٍّ مرخّصة أو محامي للعمل معه. تتعامل كل وكالة تبنٍّ أو كل محامٍ مع مجموعة مختلفة من البلدان على الرغم من أن البعض يركزون على بلد واحد فقط. عملًا بقوانين اتفاقية لاهاي للتبني (اتفاقية دولية تتعلق بقضايا التبني)، يجب أن يكون المحامي أو وكالة التبني معتمدَين من الحكومة الأمريكية إذا كان البلد الذي ينتمي إليه الطفل مشاركًا أيضًا في اتفاقية لاهاي. حتى عندما لا تُطبق قوانين الاتفاقية، تُطلب دراسة منزلية وموافقة «دائرة خدمات الهجرة والجنسية الأمريكية، دائرة الهجرة والتجنيس سابقًا».
تُحضّر الإضبارة التي تحتوي على الكثير من المعلومات عن الأهل الراغبين بالتبني والتي يطلبها البلد الذي ينتمي إليه الطفل. يشمل ذلك إجمالًا المعلومات المالية والتحري عن الخلفية وبصمات الأصابع ومراجعة الدراسة منزلية بواسطة أخصائي اجتماعي، وتقريرًا من الطبيب الخاص بالأهل الراغبين بالتبني بشأن صحتهم وبعض المعلومات الأخرى المساعدة. تتنوع المتطلبات بشكل كبير من بلد إلى آخر، وحتى من منطقة إلى أخرى في الدول الكبيرة مثل روسيا. حالما تكتمل الإضبارة تُرسل إلى السلطات المختصة في بلد الطفل من أجل المراجعة.
بعد مراجعة الإضبارة وحصول الأهل الراغبين بالتبني على الموافقة، تُجرى مطابقة الأهل مع أحد الأطفال المؤهلين (باستثناء بعض الدول مثل الهند التي لا تسمح بمطابقة الطفل مع الأهل الراغبين بالتبني). تُرسل عادة معلومات الطفل مثل العمر والجنس والسجل الصحي وهكذا، ويسمّى ذلك عمومًا بالإحالة. في معظم حالات التبني، يُجرى إعلامهم بموعد السفر في وقت لاحق. قد تحدد بعض الدول موعد السفر في نفس موعد الإحالة، إذ يُعلِمون الأهل متى يمكن أن يسافروا من أجل لقاء الطفل وتوقيع أية أوراق إضافية مطلوبة لكي تُقبل الإحالة. لا تسمح بعض الدول بالإحالات حتى يسافر الأهل الراغبون بالتبني إلى البلد كخطوة أولية، مثل كازاخستان. تُدعى هذه الإحالة بالإحالة المخفية.
يمكن أن يضطر الأهل للسفر أكثر من مرة إلى الخارج لإكمال العملية القانونية حسب البلد. تسمح بعض البلدان للطفل أن يقوم بجولة في منزل الأهل الراغبين بالتبني، وليس مطلوبًا منهم أن يسافروا إلى بلد طفلهم المتبنّى.
توجد عادةً عدة متطلبات بعد هذه المرحلة، مثل العمل على بعض الأوراق لجعل الطفل مواطنًا قانونيًا في بلد الأهل المتبنين. بالإضافة إلى أنه يمكن أن تُطلب لاحقًا زيارة أو أكثر (أو بعد التبني) من قبل أخصائي اجتماعي، إما من جهة وكالة التبني المستخدمة من قبل الأهل الراغبين بالتبني أو وفقًا لقوانين البلد الذي تم تبنّي الطفل منه. وفقًا لقانون الأطفال للمواطنة لعام 2000، تمنح المواطنة في الولايات المتحدة بشكل تلقائي إلى كل الأطفال المولودين خارجًا (الأجانب) في حال كان أحد الوالدين المتبنّين على الأقل مواطنًا أمريكيًا. تُمنح المواطنة للطفل بعد الاعتراف به كمهاجر في الولايات المتحدة أو عند تبني الأهل للطفل في ولايتهم، وذلك حسب ظروف التبني.

### السياسات والمتطلبات
تختلف سياسات التبني في كل بلد بشكل واسع. تُستخدم معلومات، مثل عمر الأهل المتبنين ووضعهم المالي ومستوى تعليمهم ووضعهم العائلي وتفاصيل وعدد الأطفال الذين تتم إعالتهم والموجودين في المنزل وتوجههم الجنسي وأوزانهم وصحتهم النفسية وأصولهم، من قبل الدول من أجل تحديد فيما إذا كان الأهل مؤهلين للتبني من ذلك البلد.
يمكن أن تختلف أيضًا معلومات مثل عمر الطفل ومصاريفه ومخصصاته وكمية الوقت المطلوب للسفر إلى بلد الطفل من بلد إلى آخر.
يضع كل بلد قوانينه الخاصة ومخططاته الزمنية ومتطلباته بما يتعلق بالتبني، وهناك أيضًا العديد من القوانين التي تتنوع حسب كل ولاية من الولايات المتحدة، وتضع قوانينها الخاصة حول ما ستجري مشاركته وكيف ستجري مشاركته (مثال: صورة الطفل أو صحة الطفل). تتغير قابلية الوثوقية والتحقق من المعلومات.
تطلب معظم الدول أن يسافر الأهل من أجل إحضار الطفل، لكن بعضًا منها يسمح أن يسافر الطفل أو الطفلة مع مرافقة إلى موطنه الجديد.
حدّدت وزارة الخارجية الأمريكية اثنين من الكيانات المعتمدة من أجل المنظمات التي توفر خدمات التبني الداخلية في الولايات المتحدة وتتعامل مع الدول المرسلة التي وقّعت على اتفاقية لاهاي للتبني، وهي مجلس الاعتماد ووزارة الصحة والخدمات الإنسانية في كولورادو. لدى وزارة الخارجية الأمريكية قائمة تضم جميع داعمي التبني الدولي المعتمدين.

## البلدان الرئيسية الأصلية والمستقبلة للأطفال
لُخّصت معظم البيانات الديموغرافية عن البلدان الأصلية والمستقبلة منذ عام 2005 وحُلّلت في منشورات مختصة.

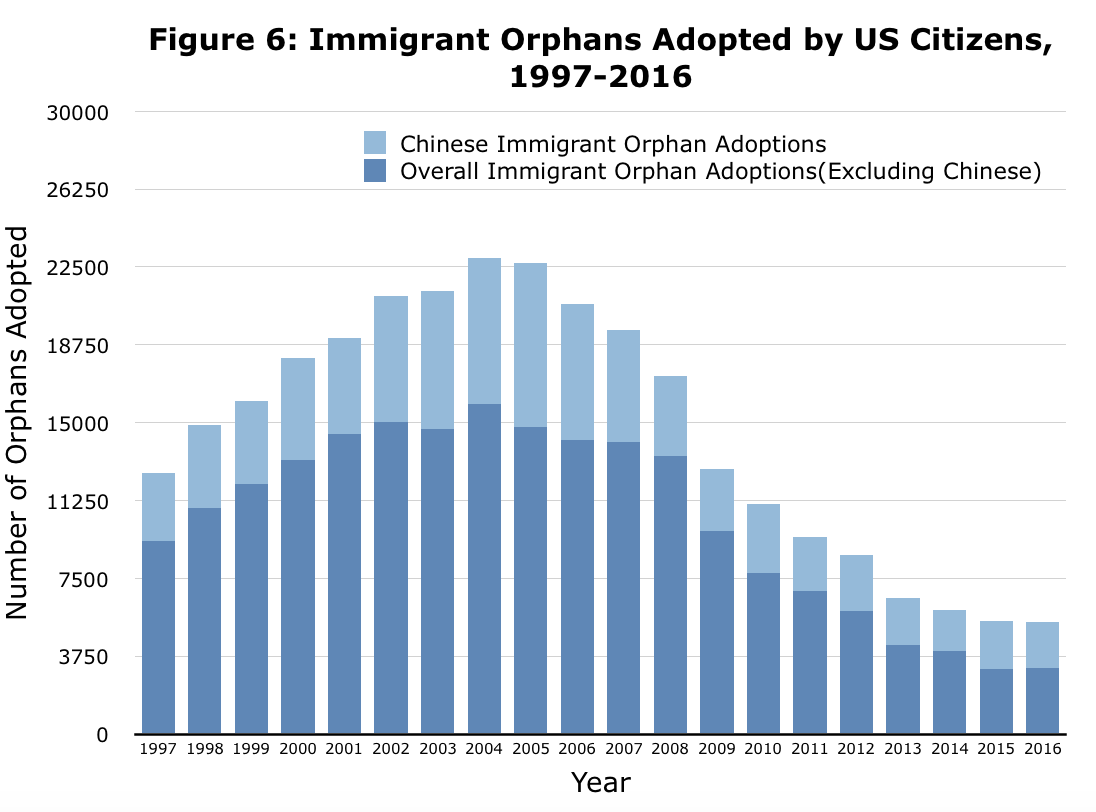
تحتل الصين المرتبة الأولى عالميًا من بين الدول الأصلية التي يأتي منها الأطفال. ما لا يقل عن نسبة 25% من مجموع عمليات التبني في الولايات المتحدة خلال الفترة من عام 1997 حتى عام 2016 كانت لأطفال صينيين.

### البلدان الرئيسية الأصلية للأطفال
وفقًا لدراسة حديثة، فإن ستّ بلدان (الصين، وإثيوبيا، والهند، وكوريا الجنوبية، وأوكرانيا، وفيتنام) كانت البلدان الرئيسية الأصلية للأطفال لمدة عقد من الزمن تقريبًا في المدة بين 2003-2011. حدث الآن تغيير صغير في الدول الأخرى التي تُرسل معظم الأطفال. في عام 2018، كانت أولى الدول المرسلة للأطفال المتبنين من قبل مواطنين أمريكيين: الصين والهند وأوكرانيا وكولومبيا وكوريا الجنوبية وهايتي

### البلدان الرئيسية المستقبلة للأطفال
استنادًا إلى أبحاث سيلمان خلال سنتي 1998 و2007، فإن أول عشرة بلدان مستقبلة من أصل 23 بلدًا ذُكرت في التقارير(مرتبة من الأكبر إلى الأصغر) هي الولايات المتحدة وإسبانيا وفرنسا وإيطاليا وكندا وهولندا والسويد والنرويج والدنمارك وأستراليا. تشمل أول خمسة دول بين هذه الدول العشرة 80% من حالات التبني الكلية، وتشمل الولايات المتحدة لوحدها 50% منها. على الرغم من أن الولايات المتحدة كانت من بين الدول الرائدة في تبني الأطفال دوليًا، فقد ذلك تغير بشكل مثير خلال العقد الأخير. في عام 2004، تم تبنّي 22884 طفلًا دوليًا، في حين أنه تم تبني 5648 طفلًا فقط في عام 2015. يعود سبب ذلك إلى عدة عوامل هي: زيادة البيروقراطية بسبب تطبيق التوجيهات العامة لاتفاقية لاهاي وبسبب التغيرات القانونية في الدول التي يحدث فيها التبني وتصفية بعض الدول التي يمكن التبني منها، وزيادة التكاليف والفساد الذي يحصل في بعض المحاكم وملاجئ الأيتام الخارجية وبسبب السياسة التي تتبعها العديد من الدول في التخلي عن الأطفال من ذوي الاحتياجات الخاصة الخطيرة فقط.

### الولايات المتحدة (أكبر دولة مستقبلة)
في عام 2018، كانت أولى الدول المرسلة للأطفال المتبنين من قبل مواطنين أمريكيين هي الصين (1475) والهند (302) وأوكرانيا (248) وكولومبيا (229) وكوريا الجنوبية (206) وهايتي (196). تشمل بعض الدول الأخرى الأقل شيوعًا إثيوبيا ونيجيريا وبلغاريا والفليبين. يمكن أن تختلف هذه الإحصائيات من سنة إلى أخرى في كل مرّة تُغير فيها الدول قوانينها، كانت رومانيا وبيلاروس وروسيا وكمبوديا دولًا فاعلةً حتى أوقفت الحملات الحكومية عمليات التبني للتخلص من المنتهكين للنظام.
أصبح التبني من إثيوبيا خيارًا شائعًا بالنسبة للعائلات الراغبة بالتبني في الولايات المتحدة، ولكن مُنع التبني الدولي من قبل إثيوبيا عام 2018. وفقًا لإحصائيات وزارة الخارجية، ازداد عدد حالات التبني بشدة في إثيوبيا من 42 حالة (عام 1999) إلى 1568 حالة (عام 2012).

#### النسبة بين جنسي الأطفال المتبنين (الولايات المتحدة)
يتم تبنّي البنات أكثر من الأولاد في الولايات المتحدة بشكل عام. شكلت الفتيات نسبة 62% من المتبنين من قبل عائلات أمريكية بين عامي 1999 و2012، ونسبة الفتيان 38% فقط. تراجع التفاوت بين الذكور والإناث بشكل تدريجي حاليًا، وبمعنى آخر؛ أصبح هناك الآن توازن أكثر.
كانت الصين تمتلك عددًا أكبر من الإناث المعروضات للتبني بسبب ثقافة تفضيل الذكور الصينية بالإضافة إلى تطبيق سياسة الطفل الواحد في عام 1979. حتى بداية الألفينات، كانت نسبة 90-95% من الأطفال الصينيين المتبنين من قبل عائلات أمريكية من الإناث. النسبة الأعظم هي من الذكور لعدة أسباب، بما فيها التعديل الدستوري الخاص بسياسة الطفل الواحد مؤخرًا، وانخفاض عدد النساء من أجل الزواج، وزيادة انتشار الإجهاض الانتقائي بسبب جنس الجنين، وأن معظم ملاجئ الأيتام في الصين تأوي فقط الأطفال ذوي الاحتياجات الخاصة. بسبب الطلب المتزايد على تبني الإناث، فإن معظم الأطفال الموجوين في قائمة الانتظار هم من الذكور، إذ إن الإناث اللواتي لديهن الاحتياجات ذاتها يحصلن على مطابقات مع قائمة طويلة من العائلات التي تبحث عن ابنات صينيات. على الرغم من أن الهند تمتلك زيادة ملحوظة في عدد الإناث المتوفرة للتبني (حوالي 70%)، بالمقابل فإن لدى كوريا الجنوبية، وهي بلد شرق آسيوي، زيادة كبيرة نسبيًا بالذكور المتبنين (حوالي 60% منهم ذكور).